# 懷俄密辛
懷俄密辛（Wyomissing）位於美國賓夕法尼亞州伯克縣，東方緊鄰伯克縣的縣治雷丁，2002年懷俄密辛山丘劃入懷俄密辛管轄。2020年有人口11,114人。

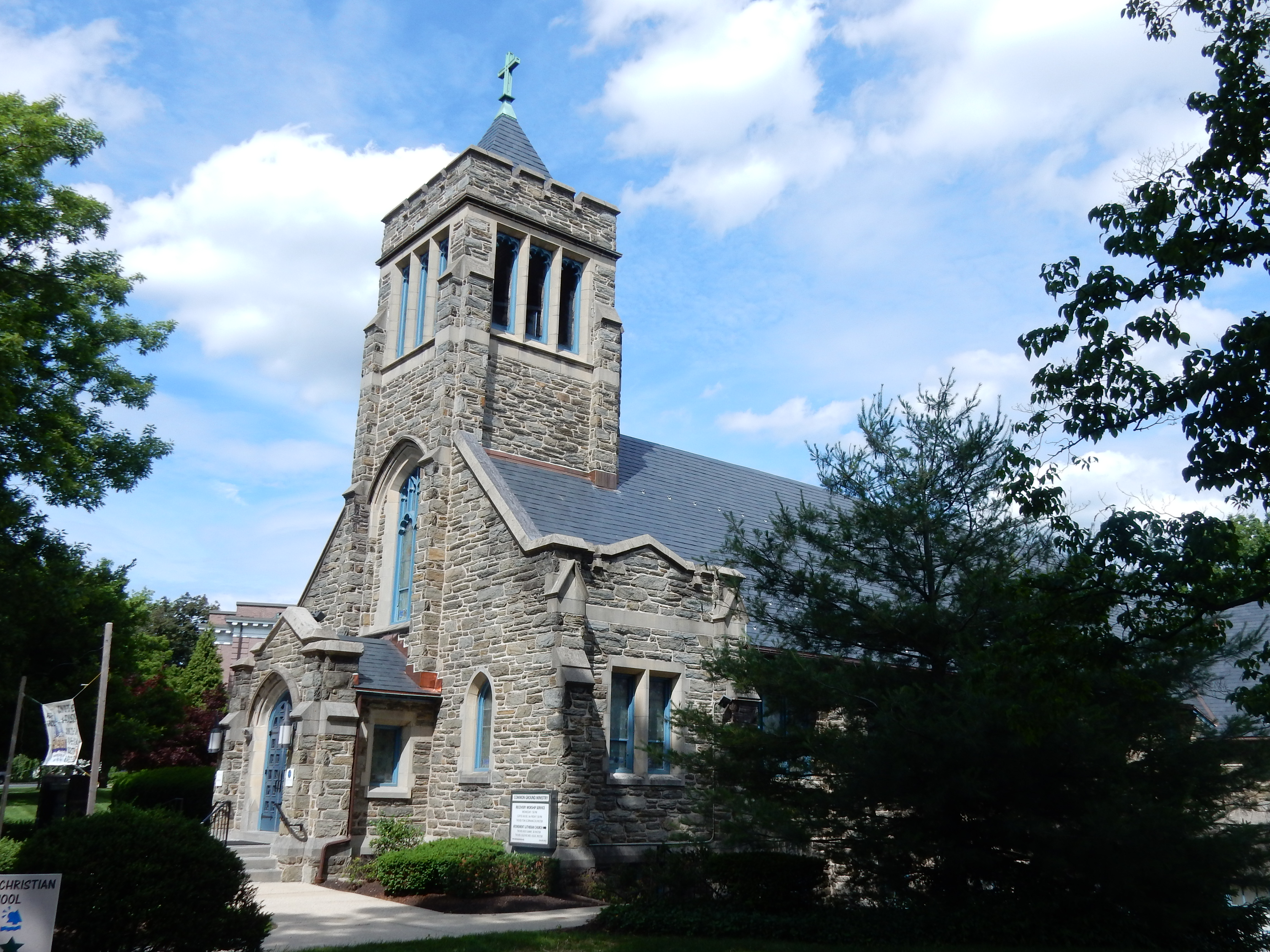
懷俄密辛